# Létavértes SC ’97
A Létavértes SC '97 Létavértes első számú férfi felnőtt labdarúgócsapata. A 2013-2014-es idényben bajnoki címet sikerült nyerniük az NB III - Keleti csoportjában. Jelenleg a Hajdú-Bihar vármegyei labdarúgó-bajnokság első osztályában szerepelnek.

## Játékoskeret[1]
Utolsó módosítás: 2025. augusztus 20.
| #  |     | Poszt | Név                    |
| -- | --- | ----- | ---------------------- |
| 3  | HUN | V     | Máslányi Norbert Milán |
| 4  | HUN | V     | Vida Ferenc            |
| 5  | HUN | KP    | Lakatos Bence          |
| 6  | HUN | V     | Szalma Norbert Ferenc  |
| 8  | HUN | KP    | Pankotai Lionel Patrik |
| 11 | HUN | CS    | Boldog László          |

| #  |     | Poszt | Név                |
| -- | --- | ----- | ------------------ |
| 12 | HUN | KP    | Mazsu Sándor Imre  |
| 15 | HUN | KP    | Balogh Jenő        |
| 21 | HUN | KP    | Nagy Kristóf Péter |
| 24 | HUN | V     | Oláh Ános          |
| 42 | HUN | K     | Kállai Péter       |

## Szakmai stáb[2]
| Kinevezés  | Ország | Név          |
| ---------- | ------ | ------------ |
| Elnök      | HUN    | Árva Barna   |
| Vezetőedző | HUN    | Árva Norbert |

## Elnevezései
- 1952–1970 Nagylétai SK
- 1970–1997 Létavértes SE
- 1997– Létavértes SC '97

## Sikerek
NB III.
- Bajnok: 2013-2014